# La Ceiba, Oaxaca
La Ceiba är en ort i Mexiko.   Den ligger i kommunen Santa María Colotepec och delstaten Oaxaca, i den sydöstra delen av landet, 500 km sydost om huvudstaden Mexico City. La Ceiba ligger 29 meter över havet och antalet invånare är 117.
Terrängen runt La Ceiba är kuperad åt nordost, men åt sydväst är den platt. La Ceiba ligger nere i en dal. Runt La Ceiba är det ganska glesbefolkat, med 43 invånare per kvadratkilometer. Närmaste större samhälle är Puerto Escondido, 9,0 km väster om La Ceiba. Omgivningarna runt La Ceiba är en mosaik av jordbruksmark och naturlig växtlighet.